# Имперски княз
Имперски княз (на немски: Reichsfürst; на латински: princeps regni; imperii) в Свещената Римска империя е княз, получил имперската си територия само от краля или императора.
Около 1190 г. съществували 92 духовнически и само 22 светски благородници, които са представители от 14 рода, които са признати за имперски князе. Към светските имперски князе принадлежали краля на Бохемия, херцозите на Империята, маркграфовете на Бранденбург, Майсен и Намюр, пфалцграфът при Рейн, ландграфът на Тюрингия и графът на Анхалт.
През 1521 г. съществували 24 светски имперски князе. След Имперския матрикул от 1521 г. духовнически князе са четиримата архиепископи на Магдебург, Залцбург, Безансон и Бремен и още 46 други епископи. През 1792 г. те са 33, между тях двата архиепископи на Залцбург и Безансон и 22 епископи.
През края на 18 век имало 61 имперски князе